# 동쪽의 에덴
동쪽의 에덴(東のエデン, Higashi no Eden)은 일본 TV 애니메이션 시리즈로 2009년 4월 9일 후지 TV의 노이타미나시간대에 처음 방영되었다.

## 개요 및 줄거리
공각기동대 SAC 2nd GIG의 감독 카미야마 켄지와 허니와 클로버의 작가 우미노 치카가 참여하여 제작되었고 프로덕션 IG의 오리지널 애니메이션으로 총 11화로 구성되어 있다. 후에 이 이야기의 후속격인 극장판인 The King of Eden이 일본에서 2009년 11월에 개봉되었으며, 2010년 3월에는 Paradise Lost가 개봉되었다.
국내에서는 투니버스가 2010년 1월부터 한국어 더빙판으로 방송을 시작하였으며 심야시간 및 '19세 이상 시청가' 등급판정하에 매주 4일간 방송하고 있으며 2010년 1월 28일에 국내에서도 첫 번째 극장판인 The King of Eden이 개봉되었지만 Paradise Lost는 아직 미 개봉중이나 2010년 8월 5일부터 DVD나 다운로드 웹사이트에서 다운 받아서 볼 수 있다.
일본의 여대생이자 대학졸업을 기념하여 졸업여행으로 미국 워싱턴 D.C를 여행하게 되었다가 백악관 앞에 있는 분수를 향해 동전을 던지게 된 모리미 사키. 하지만 그것이 백악관에 폭발물을 투척하는 것으로 의심하였던 워싱턴 현지경찰에게 대면당하게 되었다가 뜻밖에도 나체에 권총과 휴대폰을 들고 갑작스레 등장한 한 수수께끼 청년을 만나게 된다. 그의 이름은 '타키자와 아키라'라는 일본 청년으로 '노블레스 오블리주'라는 휴대폰을 소지하고 있고 모든 기억이 다 지워져서 자기 자신이 누군지도 모르는 성격을 갖고 있었다. 그리고 그는 일명 '세레손' 이라 불리며 일본이라는 나라를 구해야 하는 사명 및 막중한 임무를 지니게 되었다는 것을 알게 되는데....

## 등장인물
- 성우는 일본/한국판 성우순.

### 주요 인물
타키자와 아키라
이 만화의 남자 주인공이자 9번째 세레손. 그의 과거의 기억을 지웠기 때문에 실명과 나이는 알 수 없다. "타키자와 아키라"는 준비된 여러 여권의 이름 중 하나이며, 여권에 있는 생일은 쇼와 64년 1월 7일 출생(서기 1989년 1월 7일)으로 나와있다. 부친은 불명.
워싱턴 DC 백악관에서 사키와 만난 것을 계기로 함께 일본으로 귀국. 이후 자신의 잃어버린 기억을 되찾기 단서로 세레손들과 사키의 도움을 받는다. 워싱턴 DC의 아지트로 각종 무기 여러 정규 여권, 2만명 니트실종 사건에 관련된 사진 등이 있기 때문에 자신이 테러리스트로 전체를 도살 했을지도 모른다는 생각을 가지고있다.
성우 - 키무라 료헤이 / 김장
모리미 사키
이 만화의 여자 주인공이자 졸업생 곧 대학교 4학년. 쇼와 64년 1월 6일 출생(서기 1989년 1월 6일). 부모님을 사고로 여의고 언니 부부와 동거하고있다.
졸업여행을 갔다가 워싱턴 DC에서 문제를 일으키다가 타키자와하고 만나 어려움을 피해 일본으로 귀국. 그 후에도 타키자와하고 여러번 만나 서로의 좋은 감정이 깊어 간다.
성우 - 하야미 사오리 / 이지영
오오스기 사토시
사키와 같은 대학생으로 나이 역시 동갑이며 구직활동을 하고 있다. 고교시절부터 사키를 알게 된 후로 그녀를 좋아하고 있다.
자신과 저녁 데이트 약속을 한 사키를 타키자와가 어디론가 데려가는 모습을 목격한 이후 타키자와에 대한 의심을 갖게 되어 그의 정체를 알아내기 위해 안간힘을 쓴다.
성우 - 에구치 타쿠야 / 홍범기
히라사와 카즈오미
사키와 같은 대학생이자 동갑. 서클 '동쪽의 에덴' 참모이며 논리적 사고를 지향하는 인물. 연상의 애인이 있다.
성우 - 카와하라 모토유키 / 신용우
쿠즈하라 미쿠루
히라사와의 사촌으로 1살 어린 21세이자 대학교 3학년 여대생. 동쪽의 에덴에서 프로그래머를 담당하며 낯을 가리지만 친구들 앞에서는 독설가로 변하는 이중적면이 있다. 별명으로 '밋짱' 으로도 불리기도 하지만 자신은 이 별명으로 불리는 것을 싫어한다.
성우 - 사이토 아야카 / 정유미
누님
통칭 '누님' 이라 불리는 여자. 32세이며 본명은 불명. 대학교 학부 곳곳에서 목격되며 대학생인지는 알 수 없는 편이나 서클 '동쪽의 에덴' 에서는 정식 멤버에 속해있다. 동쪽의 에덴 멤버 중에서도 가장 나이가 많아보이는 노장 멤버이기도 하다.
성우 - 사이토 카미코 / 김옥경
카스가 하루오
대학교 2학년생으로 동쪽의 에덴 멤버 중 학년이 낮은 인물. 주로 히라사와의 지시를 받아 정보수집을 하고 있다. 동쪽의 에덴에서 가장 막내라는 점 때문에 비중상 뒷전에 밀려나는 편.
성우 - 타야 하야토 / 홍진욱
이타즈 유타카
동쪽의 에덴 전 멤버로 통칭 '판츠'(펜티)라 불리는 남자이며 바지가 날아갔다는 이상한 이유를 들어 히키코모리(은둔형 외톨이의 일본어)화에 들어가 외출을 하거나 사람을 만나기를 꺼려하는 성격이 짙다. 특이하게도 여자의 말을 들으면 약해진다는 특징이 있다.
성우 - 히야마 노부유키 / 최지훈

### 세레손
모노노베 타이쥬
1번째 세레손으로 30대 초반. 말단관료이었지만, Mr.OUTSIDE의 정체를 알고 은퇴한 다음 ATO 상회와 거래하고있는 회사에 출입하고, 굵은 연결을 구축하여 ATO 상회집행 임원에 취임했다.
성우 - 미야우치 아츠시 / 성완경
츠지 신타로
2번째 세레손으로 모노노베와 협력하고 있다. 처음에는 게임에서 해방되길 원할뿐 관심이 없었지만 나중에 세레손으로서 본격적으로 활동하려 한다.
성우 - 유사 코지 / 정재헌
키타무라 토시코
3번째 세레손으로 여자이며, 노블레스 휴대폰을 자원봉사활동 기금으로 투자중이다.
성우 - 없음 / 없음
콘도 유세이
35세의 경찰서 형사이자 4번째 세레손. 처음에 휴대폰을 통해 9번째 세레손인 타키자와의 행동들을 파악하였다가 우연히 그를 만난 적이 있으며, 과소비 및 낭비 근성이 짙은 편이다.
성우 - 시로쿠마 히로시 / 손원일
히우라 하지메
전직 외과의사였으나 사고로 손을 다쳐서 의사직에서 물러났지만 노블레스 오블리주 휴대폰을 통해 의료활동을 하고 있다. 5번째 세레손이며 52세이고 신장은 170cm. 세레손들 중에서 나이가 가장 많다.
성우 - 오가와 신지 / 이봉준
나오모토 타이시
영화를 제작한 인물로, 6번째 세레손이며 The King of Eden부터 등장한다. 뉴욕으로 간 사키와 타키자와를 여러 방법으로 방해한다. 알고보니 타키자와와 사키의 다큐멘터리 영화를 찍기위해 움직이는 것이라고 하며, 쥬이스와는 별로 사이가 좋지 않은 모양이다.
성우 - 요시노 히로유키 / 한국 성우 없음
세레손 No.7
7번째 세레손이며, 식료품 테러 활동을 통해 식품 안전 검토에 자금을 투자하고 있다. 동쪽의 에덴에서는 누구인지 아직까지도 모른다.
성우 - 카미야 히로시 / 없음
타치하라 憲男
8번째 세레손이며, 스포츠 육성에 자금을 투자하고 있다.
성우 - 없음 / 없음
유우키 료
10번째 세레손으로, 30대 초반이고 신장은 185cm, 교토에서 살고 있으며 일본에 미사일을 떨어뜨린 장본인이며 타키자와에 의해서 60발의 미사일 공격이 저지 당하자 쥬이스에게 타키자와의 암살을 몇번씩이나 의뢰하지만 거절당한 후 실종된다.
성우 - 모리타 마사카즈 / 최승훈
시라토리 다이아나 쿠로하
11번째 세레손. 30대 후반이고 신장 170cm, 모델 사무소 모노로무의 사장, 죠니 사냥 사건의 범인이다. 늘씬한 몸매와 도도한 모습. 성범죄자들을 노블레스 휴대폰을 이용해 살인한다. 호텔에서의 일 이후 타키자와에게 협조적으로 변한다.
성우 - 이가라시 레이 / 김나연
세레손 No.12
12번째 세레손으로, 정체 불명의 세레손. 쥬이스를 하리마 뇌과학 연구소에서 어딘가로 이동한 기록과 쥬이스 이동 이외 노블레스 휴대폰을 사용한 흔적은 없다. 아마도 세레손 No.12번이 서포터 인것으로 밝혀진다.
성우 - Mr.OUTSIDER와 동일 / 없음

### 모리미 가
모리미 아사코
사키의 언니로 베이커리를 운영하고 있으며 일찍이 부모님을 여읜 사키를 키워 대학까지 진학하는데 도움을 주었다.
성우 - 마츠타니 카야 / 임은정
모리미 료스케
아사코의 남편이자 사키의 형부. 본래 대기업 직원이었으나 아내인 아사코와 함께 베이커리를 동업하고 있으며 한때 사키가 마음에 두었던 사람이기도 했다. 때문에 형부임에도 불구하고 사키가 "오빠" 라고 부르는 경우가 있다.
성우 - 이와오 만타로 / 손원일

### 그 외 인물
Mr.OUTSIDE
12 명의 일본 대표를 골라 세레손로 명명하고 그중 1명을 서포터로 임명했으며 그들에게 노블레스 휴대폰을 선물한 인물이다.
모노노베의 추측에 의하면, 그 정체는 아토 사이조이며 ATO 상회의 대표 (OUTSIDE그 이름에서 따왔다고 한다)이다. 브라질여행에 경력이있으며 "일본의 고정자"라는 별명을 가진 소위 "쇼와의 망령", "게임 시작 시점에서 말기 암으로 이미 죽어있다"라고 말하는가 하면, 12번째 세레손이 Mr.OUTSIDE 본인이라고 추측하는 사람도 있으나, 실제 정체는 불명.
성우 - 아리카와 히로시 / 유강진
쥬이스
세레손들의 컨시어지(관리인)로 세레손들의 휴대폰을 통해 의뢰하는 사항을 처리한다. 휴대폰을 통해 목소리로만 존재를 알릴 뿐 그 외에는 베일에 가려져 있다.
성우 - 타미가와 사키코 / 김보영
이이누마 세지로
에다 총리가 사임을 하고 그 다음으로 총리가 된 강경파 의원. 하지만 총리가 된지 얼마 안있어 과로로 쓰러진뒤 사망하게 된다.
성우 - 없음 / 없음
이이누마 치구사
이이누마 세지로의 부인, 타키자와가 이이누마의 사생아 라는 말이 나올때 썩 좋지 않는 표정이였으나 나중에 타키자와가 이이누마 총리와 성격이 비슷한 점을 보고 타키자와에게 신뢰를 갖는다
성우 - 아키모토 치카토 / 없음
이와시타 아야
타키자와의 엄마이며 이이누마 세지로의 애인 현재 카페를 운영하고 있다.
성우 - 안도 마부키 / 없음
아토의 4손녀
아토 사이조의 4명의 손녀이며 각각 아토 아카네(장녀), 아토 후미에(차녀), 아토 유코(삼녀), 아토 아키코(사녀)이며 쥬이스의 목소리를 따왔으며, 12개의 쥬이스를 관리하면서 움직인다.
또한 차녀인 아토 후미에는 TV판에도 나오기도 했다.
성우 - ???

## 집단 및 단체
동쪽의 에덴(東のエデン)
동쪽의 에덴은 사키가 다녔던 대학교 서클부 중 하나로 사키와 그의 지인들이 속해있는 대학 서클 단체였으며, 이 서클은 화상 검색엔진을 만들고 서클의 이름을 따서 동쪽의 에덴이라고 불려왔으나 타키자와의 도움으로 히라사와를 중심으로 동쪽의 에덴이라는 회사를 차리게 되었다.
세레손
포르투갈어로 '선택받은 자', '대표'를 뜻하고, 총 12명의 세레손이 있다.

## 스탭
- 원작·시리즈 구성·감독: 카미야마 켄지
- 캐릭터 원안: 우미노 치카
- 음악: 카와이 켄지
- 기획: 마쓰자키 요코(후지TV)
- 제작: 야마다 히로코(후지TV), 테라시마 히로노리, 이토 타이조, 타카다 요시오, 이시카와 미쓰히사
- 프로듀서: 야마모토 코지(후지TV), 이시이 토모히코
- 캐릭터 디자인: 모리카와 사토코
- 부감독: 요시하라 마사유키
- 총작화감독: 나카무라 사토루
- 미술감독: 타케다 유스케
- 촬영감독: 타나카 코지
- 색채설계: 카타야마 유미코
- 3D감독: 엔도 마코토
- 특수효과: 무라카미 마사히로
- 라인프로듀서: 니시무라 토모히사
- 음악제작: 후지 퍼시픽 음악출판, 소니 뮤직 엔터테인먼트
- 음향감독: 와카바야시 카즈히로
- 애니메이션 제작: 프로덕션 I.G
- 자료협력: NEC, 산토리
- 제작: 동쪽의 에덴 제작위원회 (후지 텔레비전, 아스믹 에이스 엔터테인먼트, 소니 뮤직 엔터테인먼트, 덴츠, 프로덕션 I.G)

### 국내 스탭
- 기획: 장진원
- 책임프로듀서: 신동식
- 편성: 김동현, 이명희, 강유미
- 운행: 서주열, 이민순
- 사업기획: 백승진, 문명미, 안정란
- 마케팅: 김지윤, 유선주, 이종혁, 백현정, 변우영, 신경숙, 홍지예
- 온라인사업: 조우찬, 김승환, 윤영호, 박형근, 강옥경, 홍아름
- 온라인제작: 차베스, 이신혜, 정찬원
- 콘텐츠구매: 김대창, 박기원, 정혜인, 오지미, 김효은
- 화면수정: 서선지, 김지예, 도여진
- 녹음: 김세광 (CIC미디어)
- 종합편집: 심정희, 정지혁
- 번역: 서명주
- 연출: 심정희
- 우리말제작: 투니버스

## 소설
TV판과 극장판 소설이 출간 됨. 오리지널 에피소드와 실마리가 실려있다.
| 후지TV 노이타미나        | 후지TV 노이타미나 | 후지TV 노이타미나   |
| 이전 작품                | 작품명            | 다음 작품           |
| ------------------------ | ----------------- | ------------------- |
| 겐지 이야기 천년기 Genji | 동쪽의 에덴       | 도쿄 매그니튜드 8.0 |